# Brigade Ramona Parra
Brigade Ramona Parra (BRP) est le nom de la brigade muraliste du Parti communiste du Chili (PCCh) en l'honneur de la jeune militante du parti Ramona Parra, assassinée lors du massacre de la Place Bulnes (Santiago) le 28 janvier 1946.

## Origines
La brigade a été créée en 1968 par la résolution du VI Congrès des Jeunesses Communistes (JJ. CC.). Elle n'avait initialement pas de visée esthétique et ne comptait aucun artiste expert. Ses œuvres sont nées de l'expérience de la peinture dans les rues de façon clandestine, alors que les membres étaient pourchassés par les Carabiniers.
Les premières peintures murales sont nées sur proposition de Pablo Neruda pour l'Unité populaire, étendues à l'échelle nationale lorsque Salvador Allende a été nommé candidat à l'élection présidentielle de 1970. Les œuvres avaient dans un premier temps des tracés irréguliers, utilisant une seule couleur et sans fond.
L'essentiel pour les muralistes de la BRP était de délivrer un message avec un contenu aux passants. L'emplacement des peintures murales était stratégique : sur des places emblématiques ou dans des communes marginales ; et, d'autre part, son iconographie, caractérisée par l'inclusion d'éléments telle que l'épine, le poing, l'étoile, les oiseaux et les travailleurs.
En 1971, l'artiste Roberto Matta, avec la Brigade Ramona Parra, a peint une peinture murale appelée Le premier but du peuple chilien, qui se trouve sur l'ancienne piscine municipale de la commune de La Granja. Cette peinture murale mesure 25 m long pour 4 m de hauteur. Elle a été recouverte de peinture après le putsch du 11 septembre 1973, puis redécouverte en 2005 par des élèves de l'Université du Chili. Après un long processus de restauration, elle est visible par le public depuis septembre 2008.

### Peintures murales dans le quartier général de la Centrale unitaire des travailleurs du Chili

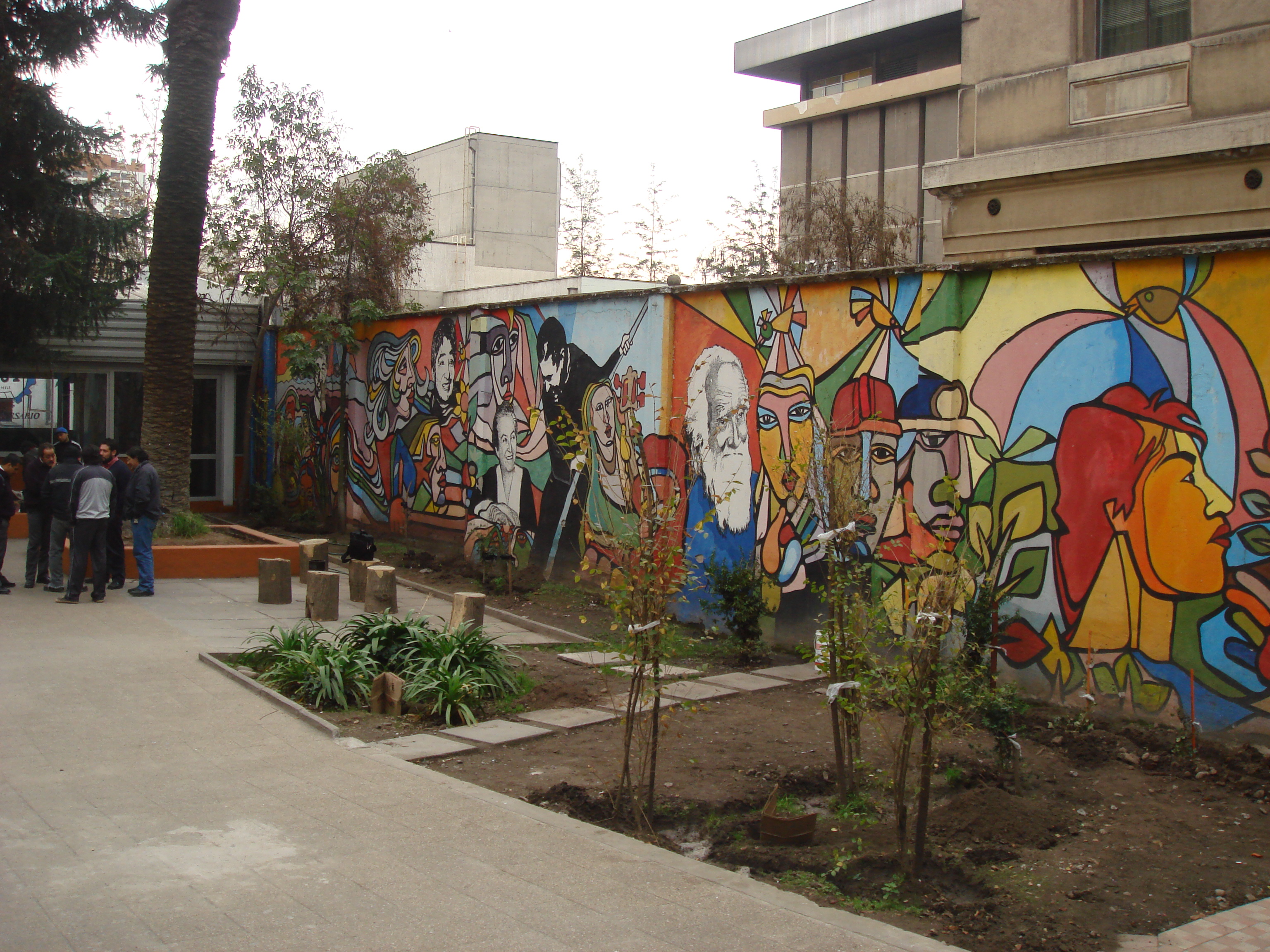
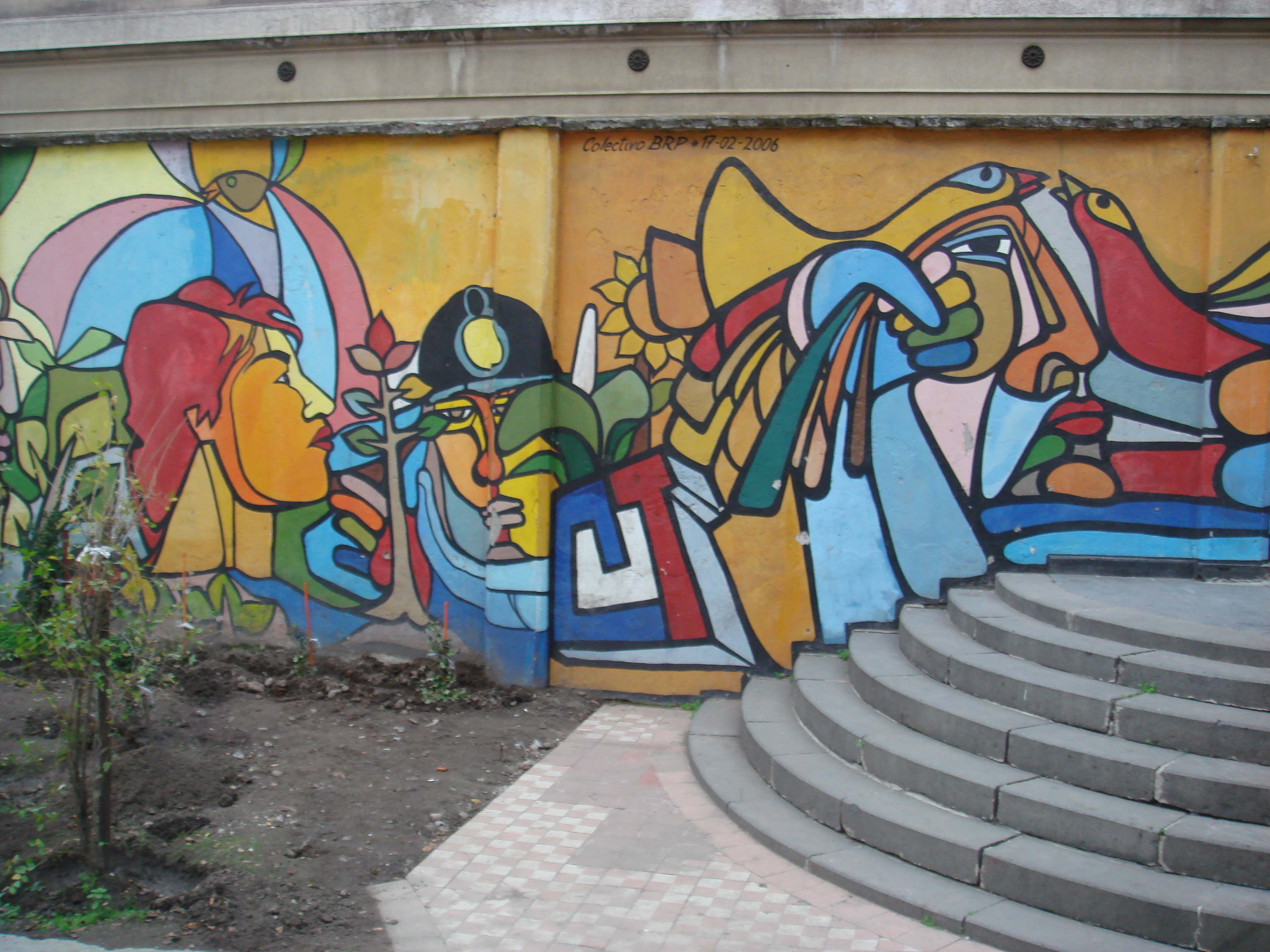
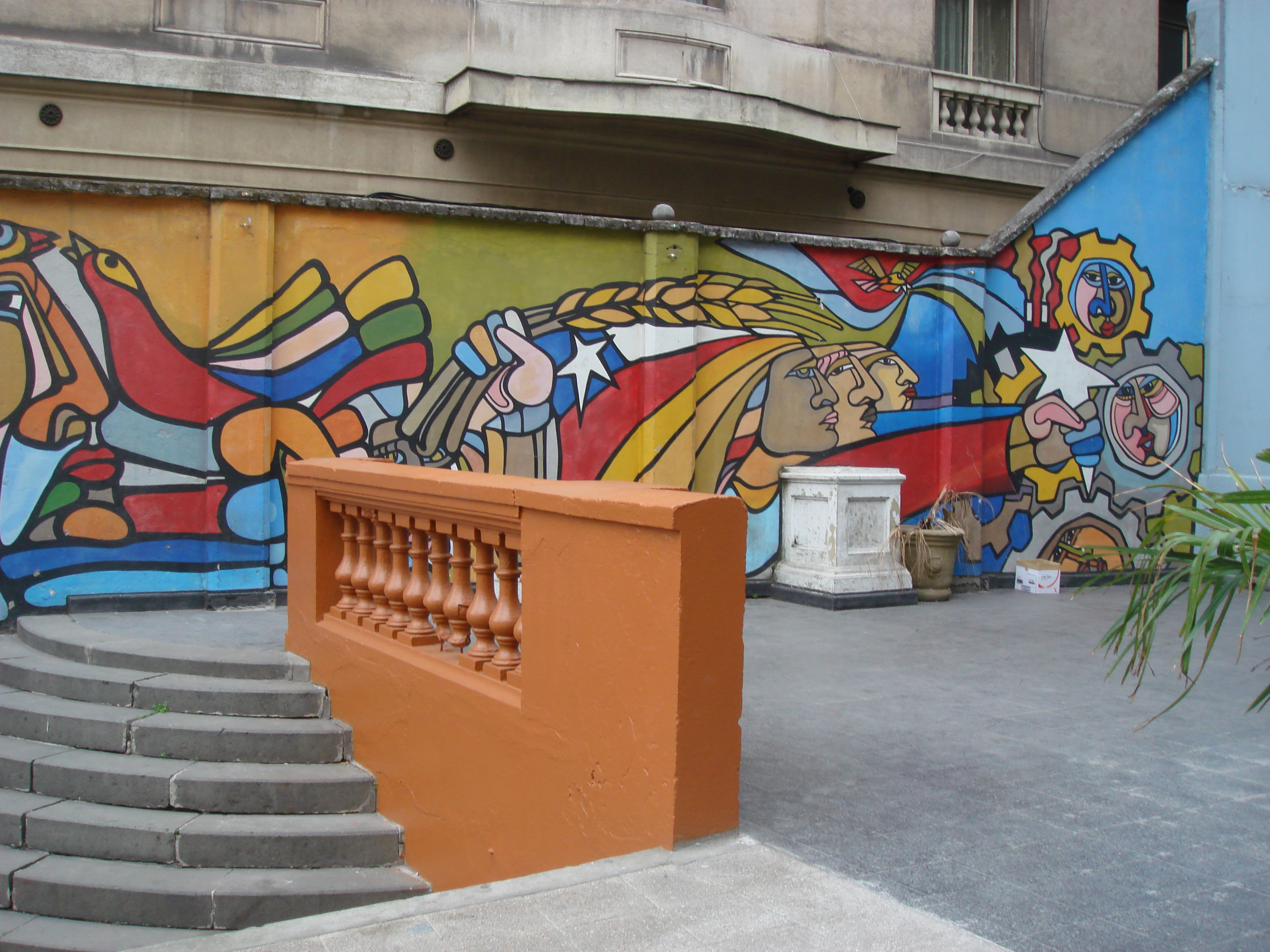

## Peintures murales

### À l'étranger
En raison de l'exil de certains de ses membres, des peintures du groupe se trouvent à l'étranger, par exemple à Amsterdam, Hollande. En octobre 2018 a été découverte une ancienne peinture murale pendant la démolition d'un bâtiment dans le quartier de Osdorpplein, lequel date de 1983, faisant référence à la dictature au Chili. « Les peintres dans la ville ont été près de 60, avec d'autres membres de la Brigade Ramona Parra », a dit l'artiste originaire de Valdivia Jorge « Kata » Nuñez. La développeuse du projet changera les plans en protégeant la peinture avec un verre, et ainsi lui donner un caractère patrimonial, la rendant visible sur la façade du nouveau bureau municipal,.